# 도그 클러치

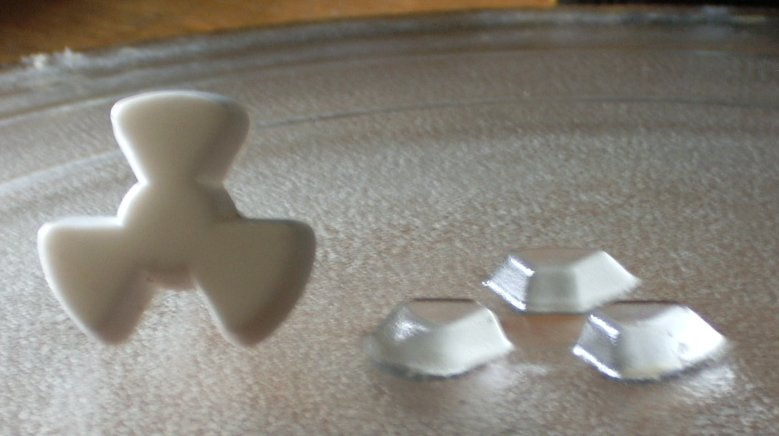
전자 레인지의 회전 접시에 사용되는 개클러치.

도그 클러치(Dog clutch)는 두개의 회전하는 축이나 두개의 회전하는 요소를 마찰이 아닌 방법으로 연결하는 클러치의 한 종류이다. 클러치의 두 부분은 한쪽이 다른 쪽을 밂으로써 양쪽이 같은 속도로 돌고 미끄러 지지 않도록 설계되어야 한다.
도그 클러치는 미끄러지는 것이 바람직하지 못하고, 토크를 제어해야 할 필요가 없을 때 사용된다. 마모되면 미끄러지는 마찰 클러치와 다르게 도그 클러치는 마모에도 미끄러지지 않는 특성을 갖는다.
도그 클러치는 수동 자동차 변속기에서 다른 기어들을 결합시켜 입력축과 출력축을 회전시키기 위해 사용된다. 특히 동기 물림(싱크로메시) 배열은 도그 클러치가 결합하기 전에 축의 속도를 일치시킴으로써 부드러운 맞물림을 보장한다.
도그 클러치의 좋은 예시로는 슬라이딩 십자형 클러치가 행성 기어의 다른 부분에 장착된 구동장치를 잠그는데 사용된 스터미-아처 자전거의 허브기어가 있다.
공학에서 , "도그(개)"는 두개의 요소를 서로에게 관계시키는 도구 또는 장치를 의미한다.